# Symbol
Symbol (z řec. σύμβολον, lat. symbolum) je obvykle vizuální znak, znamení, emblém nebo značka, která odkazuje na určitý konvenční nebo tradiční význam. Tak písmeno znamená hlásku, $ je symbol pro dolar a dopravní značka znamená zákaz nebo příkaz. Symbol tak může znamenat či shrnovat i velmi bohaté obsahy: had může být symbolem zla, kříž symbolem křesťanství. 
Významem znaků a symbolů se zabývá sémiotika. 

Symboly Zvěrokruhu

## Původ
Řecké symbolon je odvozeno od slovesa συμ-βάλλειν (sym-vallein), shrnovat, dávat dohromady a původně patrně znamenalo jakýsi průkaz totožnosti (latinsky tessera hospitalitatis): dva přátelé nebo partneři rozlomili hliněný předmět a když jeden z nich potřeboval poslat třetí osobu k partnerovi, dal jí na cestu svoji polovinu. Když se obě přiložily k sobě, byla totožnost prokázána. V době před uzavíráním písemných smluv znamenal symbol v egyptském a helénistickém prostředí důkazní předmět pro uzavření smlouvy, pro identifikaci posla, přijetí peněz nebo zboží. V pozdější době byl nahrazen pečetí. Ve starověkém Řecku i Římě se jako symbola či tessarae označovaly různé odznaky a značky, které například znamenaly vojenskou hodnost, umožňovaly vstup do shromáždění, dávaly určité oprávnění apod.

## Klasifikace symbolu
Symbol je druh znaku, což je smysly vnímatelná skutečnost, která poukazuje na něco, co takto vnímatelné není. Asi nejčastějším symbolem je pak slovo odkazující k pojmu, představě či myšlence.
Symboly a znaky lze rozlišovat podle více kritérií. Zakladatel moderní sémiotiky Charles Sanders Peirce rozlišil tři druhy znaku podle toto, jak vzniká vztah mezi znakem a jeho významem:
- index: znak je součástí označovaného (kouř je indexem nebo symptomem ohně, hrom je indexem blesku);
- ikon: znak se označovanému podobá (obraz, piktogram);
- symbol: vztah znaku k označovanému je dán tradicí nebo konvencí, každý se ho tedy musí naučit (dopravní značka, číslice, slovo).[2]

## Symbol ve filozofii

### Symbol u Platóna
Platón líčí ve svém spisu Symposion hostinu u básníka Agathóna. Součástí vyprávění při této hostině je též androgynní mýtus, který uplatňuje též antický zvyk užívat symbolu jako znamení dvou spojených částí. Androgynní mýtus vypráví na hostině básník Aristofanés: Nejprve existovalo pohlaví androgynů, bytostí, ve kterých bylo spojeno pohlaví mužské i ženské. Protože však tyto bytosti byly příliš silné, rozhodl se Zeus oslabit je tím, že je rozetnul na dvě poloviny, které se od té doby stále hledají. Každý z lidí je tedy v tomto pojetí symbolem, půlkou člověka, poněvadž vznikl jeho rozříznutím. Lásku pak nazývá Platón „spojovatelkou staré přirozenosti“, která se snaží lidskou přirozenost uzdravit tím, že ze dvou učiní opět jedno (Symposion 191d). Podle Platóna tedy symbol znamená touhu člověka po sjednocení.
Sókratův projev však při hostině jde ještě dále: vzájemná přitažlivost dvou lidí má za cíl jinou, totiž nadsmyslovou skutečnost, krásno samo o sobě, poznání ideje krásna (Symposion 210–212). V tomto pojetí je tedy symbol formou zprostředkování mezi fragmentárně zakoušenou skutečností a jejím celistvým pojetím smyslu. Symbol je část, která poukazuje na celek a anticipuje plnost, ačkoli zůstává stále částečným.

### Symbol v estetice a v teorii umění
V estetice (jako součásti filozofie) a v teorii umění je symbol poznávacím znamením, které je jednoduché svou formou, avšak bohaté a hluboké svým významem. Významem znaků a symbolů v umění se zabývají ikonologie a ikonografie.
Symbol označuje obraz či vyobrazení, v němž určitá skupina lidí může nalézt skrytý smysl, který může nalézt pouze právě tato skupina. Symboly, které ztratily svůj hlubší smysl a staly se pouhým znamením, se nazývají klišé.

## Symbol v náboženství
1. Všechna náboženství vyjadřují své ústřední koncepty pomocí symbolů: např. kolo (symbol věčného návratu), prázdný hrob (symbol vzkříšení), cesta (symbol životního putování či směřování).
2. Krom toho v křesťanství jsou jako symbol označována krédo (např. Symbolum apostolicum). Podle sv. Augustina je tento symbol „text, který obsahuje víru, přijatou společenstvím. Věřící křesťan je poznán podle svého vyznání jako podle jím daného znamení.“ Ve starověku měly místní církve své formule vyznání; přišel-li člen nějaké místní církve do jiné, podle jeho vyznání víry (symbolum) se dalo rozpoznat, zda patří k církvi vyznávající Krista. Nejznámějším vnějším symbolem křesťaství je ovšem Kristův kříž (v raném křesťanství též symbol ryby. Svoji symboliku má i tzv. Betlémská hvězda - hvězda je všeobecný symbol pro naději.
3. Reálný symbol má zásadní význam pro popis svátostí v křesťanství.

Tyto náboženské symboly tvoří základní prvky náboženské identifikace, mluvy i jednání.

## Symbol v politice
V politice se často užívá symbolů, symbolem je např. státní vlajka, státní znak ale též třeba bílý prapor (symbol příměří). Svůj symbol mají i rozličné ideologie (nacismus hákový kříž, komunismus srp a kladivo, zelená barva pro islámské skupiny a ekologické aktivisty. V některých zemích (Francie) je viditelné nošení politických a náboženských symbolů zakázáno.

## Symbol ve sportu
Sportovní zápolení má svou vlastní symboliku (např. zlatá medaile pro vítězství, stříbrná, bronzová, bramborová medaile, …). Světoznámým sportovním symbolem je také symbol pěti spojených barevných kružnic, tzv. Olympijské kruhy, symbol Olympijských her.